# Felsőcsóra
Felsőcsóra románul: Cioara de Sus, település Romániában, Erdélyben, Fehér megyében.

## Fekvése
Aranyosbánya mellett fekvő település.

## Története
Alsócsóra, Csóra nevét 1805-ben említette először oklevél Csora néven. 1850-ben Felső Csóra, Csoara, 1861-ben Felső-Csóra, 1913-ban Felsőcsóra néven írták.
A trianoni békeszerződés előtt Torda-Aranyos vármegye Torockói járásához tartozott. 1910-ben 380 román lakosa volt, melyből 379 görögkeleti ortodox volt.